# Thallarcha pallida
Thallarcha pallida là một loài bướm đêm thuộc phân họ Arctiinae, họ Erebidae.